# Lycophidion capense
Lycophidion capense är en ormart som beskrevs av Smith 1831. Lycophidion capense ingår i släktet Lycophidion och familjen snokar.
Arten förekommer i östra och södra Afrika från Egypten och Kongo-Kinshasa söderut till Sydafrika. Honor lägger ägg.

## Underarter
Arten delas in i följande underarter:
- L. c. jacksoni
- L. c. capense
- L. c. multimaculatum
- L. c. pembanum
- L. c. loveridgei
- L. c. vermiculatum